# 99Vidas - O Jogo
99Vidas é um jogo beat 'em up de rolagem lateral em estilo retrô desenvolvido e publicado pela estúdio brasileiro QUByte Interactive. Foi lançado pela primeira vez para Microsoft Windows, macOS, e Linux no final de 2016, seguido por Xbox One, PlayStation 3, PlayStation 4, e PlayStation Vita em 2017. Uma versão para o Nintendo Switch foi lançado em novembro de 2018.

## Jogabilidade
99Vidas é um beat 'em up de rolagem lateral que inicialmente apresenta seis personagens jogáveis, com mais cinco sendo desbloqueados por meio de múltiplas sessões de jogo, elevando o número total de personagens jogáveis para 11. Apresenta modos de jogo cooperativos e competitivos, para até quatro jogadores, que podem ser jogados localmente ou online.
Cada personagem possui atributos únicos, como velocidade e força, além de um alinhamento elemental (fogo, água, vento, relâmpago, etc.), que determina a qualidade de seus ataques, combos e movimentos especiais. Os personagens ganham pontos de experiência derrotando inimigos e coletando itens especiais, que podem ser usados pelo jogador para aprimorar suas habilidades e combos, ou para desbloquear novos.
Os modos campanha e sobrevivência podem ser jogados individualmente ou por até quatro jogadores em modo cooperativo. No modo campanha, os jogadores progridem juntos pela história. No modo sobrevivência, eles enfrentam ondas intermináveis de inimigos, com um número limitado de vidas e dificuldade cada vez maior, com o objetivo de atingir pontuações altas, que são publicadas em um placar de líderes no estilo arcade. No modo versus, dois a quatro jogadores podem jogar partidas competitivas frente a frente, onde o último sobrevivente vence.

## Enredo
99Vidas Ambienta-se em um universo fictício anacrônico inspirado na cultura pop e na estética dos jogos eletrônicos dos anos 1980 e 1990. A história começa com o desaparecimento de um artefato conhecido como 99Vidas. Acredita-se que este artefato tenha um poder tão grande que poderia ameaçar a existência do universo, caso caísse em mãos erradas. Os jogadores assumem o papel de "guardiões" de 99Vidas, heróis com poderes elementais cujo dever é proteger o artefato.

## Desenvolvimento
O desenvolvimento do jogo começou no início de 2015 como um projeto conjunto do estúdio de jogos QUByte Interactive e do podcast de jogos brasileiro 99Vidas, seu homônimo. O produtor Marivaldo Cabral disse ao IGN Brasil que a ideia era fazer um jogo de beat 'em up que misturasse mecânicas e estéticas clássicas do gênero com elementos de jogabilidade mais modernos. As influências e inspirações declaradas incluem títulos do final dos anos 1980 e 1990, como Double Dragon, Final Fight, Golden Axe e Streets of Rage.
Uma demonstração foi desenvolvida usando o motor Unity, com sprites desenhados à mão e amostras de som para emular a aparência de 16 bits. Após seu lançamento gratuito, uma campanha foi lançada no site brasileiro de financiamento coletivo Catarse em julho de 2015. O jogo arrecadou R$ 127 mil nos dois meses seguintes, superando a meta inicial de R$ 80 mil para o desenvolvimento no PC. Isso possibilitou o desenvolvimento de ports de console para o jogo. PlayStation 4, PlayStation 3, PlayStation Vita e Xbox One.
O jogo foi aprovado no Steam Greenlight em setembro de 2015 e posteriormente lançado na Steam em 22 de dezembro de 2016. Em 18 de julho de 2017, o 99Vidas foi lançado para PlayStation 4, PlayStation 3 e PlayStation Vita. Um port para Nintendo Switch foi lançado em 27 de novembro de 2018.

### Conteúdo para download
99Vidas recebeu um conteúdo para download chamado "A Última Batalha". Ele adiciona níveis, inimigos e muito mais. O conteúdo está disponível para os modos solo e multijogador, tanto local quanto online, e foi lançado apenas para o PlayStation 4.

## Ligações Externas
- Site oficial do jogo
- 99Vidas - O Jogo. no MobyGames.
- 99Vidas - O Jogo. no IMDb.